# Dan Hendrycks
Dan Hendrycks est un chercheur américain en apprentissage automatique. Il dirige le Center for AI Safety.

## Éducation
Hendrycks a obtenu un BSc de l'Université de Chicago en 2018 et un doctorat en informatique de l'Université de Californie à Berkeley en 2022.

## Carrière et recherche
Les recherches de Hendrycks se concentrent sur des sujets tels que la robustesse et la sûreté de l'IA ou l'éthique des machines.
En février 2022, Hendrycks a coécrit des recommandations pour le NIST aux États-Unis, afin d'informer la gestion des risques liés à l'intelligence artificielle,.
En septembre 2022, Hendrycks a rédigé un article fournissant un cadre pour analyser l'impact de la recherche en IA sur les risques sociétaux,. Il a ensuite publié en mars 2023 un article examinant comment la sélection naturelle et les pressions compétitives pourraient façonner les objectifs des agents artificiels,,. Plus tard, il copublie un article sur les risques catastrophiques liés à l'IA, qui traite de quatre catégories de risques : l'utilisation malveillante, les dynamique de course à l'IA, les risques organisationnels et les IAs aux objectifs mal alignés,.
En juillet 2023, Hendrycks est choisi pour conseiller la nouvelle entreprise xAI lancée par Elon Musk. En novembre 2024, il a également rejoint Scale AI en tant que conseiller, collectant un salaire symbolique de 1$. En collaboration avec Scale AI, il a créé le test de performance Humanity's Last Exam, qui vise à évaluer les capacités des grands modèles de langage,.
Hendrycks fait partie de la liste des 100 personnalités les plus influentes en intelligence artificielle publiée par le magazine Time en septembre 2023.
En 2024, Hendrycks a publié en ligne le livre Introduction to AI Safety, Ethics, and Society, basé sur des cours en ligne qu'il a créés.